# Hans Eidig

Hans Eidig. Zeichnung von Otto Speckter 1835.

Hans Eidig (* 29. Januar 1804 in Klein-Klecken; † 1836 oder 1837 in New York) war ein Wildschütze und Volksheld in der Lüneburger Heide.

## Leben und Wirken
Eidig wurde als Sohn des Försters Benedix Eidig und dessen Ehefrau Magdalena Margaretha (geb. Niemeyer) am 29. Januar 1804 in Klein-Klecken geboren und am 31. Januar 1804 in der Kirche zu Hittfeld auf den Namen Johann Christoph getauft. Aus Johann wurde der Rufname Hans.
Mit 16 Jahren machte Eidig eine Ausbildung bei einem Förster in Stelle. Nach der Lehre trat er bei einem Forstmeister auf Gut Borstel bei Winsen seinen Dienst als Jäger an. Während dieser Zeit bemerkte er, dass sich die feudale Jägerei nicht für die Hege und schon gar nicht für die Wildschäden, die den Bauern jährlich entstanden, interessierte. So wurde Eidig zum Wildschützen, um der Landbevölkerung zu helfen.
Bald wurde Eidig von Förstern, Gendarmen und Soldaten gejagt. Er verlegte unter dem wachsenden Verfolgungsdruck sein Jagdgebiet nördlich der Elbe, nahm Wohnung im Hamburgischen Geesthacht und jagte im damals dänischen Sachsenwald. Meistens entkam er mit Hilfe von Bauern, die ihn versteckten. Das gelang ihm aber nicht immer, so dass er öfter verhaftet wurde und einsitzen musste. Irgendwie schaffte er es jedoch, immer wieder zu entkommen. Seit 1834 wurde Eidig steckbrieflich gesucht und für vogelfrei erklärt.
Schließlich bot ihm die dänische und hannoversche Regierung je 100 Taler an, wenn er das Land verlassen würde. Dieses Angebot nahm Eidig an und so wanderte er 1835 über Hamburg nach New York aus. Er starb 1836 oder 1837 in New York. Seine Witwe Katharina Margaretha (geb. Petersen) kehrt im April 1837 mit dem gemeinsamen Sohn Franz Werner (* 10. Juni 1836 in New York) nach Hamburg zurück.

## Ehrungen
Die Hans-Eidig-Straße in Rosengarten und Steinbeck (Luhe), den Hans-Eidig-Weg in Bendestorf, Radbruch und Stelle, den Hans-Eidig-Platz in Klecken sowie den Eidigweg in Trittau und Holm-Seppensen. Ein Gedenkstein ist in Steinbeck (Luhe) aufgestellt, wo Hans Eidig aufgewachsen ist.

## Adaptionen
Im Jahre 1952 produzierte der NWDR Hamburg ein Hörspiel von Konrad Tegtmeier unter dem Titel: Eidig, der ein Wildschütz war; Eine Moritat – Leben und Taten des berühmten und berüchtigten Heide-Wildschützen Hans Eidig
Unter der Regie von Hans Freundt sprachen:
- Hartwig Sievers:		Bänkelsänger
- Erwin Wirschaz:		Hans Eidig
- Hans Mahler:		Der Amtmann
- Elisabeth Wolf:		Die Försterfrau
- Ingeborg Walther:		Hannchen
- Lisel Pockrandt:		Anna
- Walter Scherau:		Heidebauer

Der Regisseur Jürgen Schulz verfilmte das Leben Eidigs in dem Dokumentarfilm Hans Eidig – der Robin Hood der Heide? für die Filmreihe Personen, die Geschichte geschrieben haben. Grundlage für den Film waren Aufzeichnungen von August Freudenthal aus dem Jahr 1892 und Aufnahmen von Nachkommen Eidigs aus den USA. Die Premiere fand am 12. Oktober 2015 in Winsen (Luhe) statt.